# Shin Jea-hwan
Shin Jea-hwan (koreanisch 신재환; * 3. März 1998 in Seoul) ist ein südkoreanischer Turner.

## Erfolge
2019 gab Shin sein internationales Debüt beim Weltcup in Zhaoqing und gewann im Sprung sogleich Silber. Ein Jahr darauf gewann er im Sprung sowohl den Weltcup in Melbourne als auch in Baku und wurde damit auch Gesamtweltcupsieger an diesem Gerät. Außerdem schloss er 2020 sein Studium an der Korea National Sport University ab. Aufgrund dieser Erfolge qualifizierte er sich im Sprung für die 2021 ausgetragenen Olympischen Sommerspiele 2020 in Tokio. Mit dem Bestwert von 14,866 Punkten zog er in dem Wettbewerb gemeinsam mit Artur Dawtjan als Punktbester ins Finale ein. In diesem erzielte er mit 14,783 Punkten erneut das beste Resultat, diesmal punktgleich mit Denis Abljasin. Da Shins zweiter Sprung mit 14,833 Punkten eine höhere Wertung erzielte als der beste Sprung Abljasins, der in seinem zweiten Sprung auf 14,800 Punkte kam, wurde er Olympiasieger und erhielt die Goldmedaille vor Abljasin und Artur Dawtjan, der auf 14,733 Punkte kam.